# Kiefer Sutherland
Kiefer William Frederick Dempsey George Rufus Sutherland (Londen, 21 december 1966) is een Canadees acteur, producent en zanger, zoon van de succesvolle Canadese acteurs Donald Sutherland en Shirley Douglas en tweelingbroer van Rachel Sutherland. Hij heeft ook vier halfbroers, waaronder de acteurs Rossif Sutherland en Angus Sutherland.

## Levensloop
Kiefer Sutherland en zijn tweelingzus Rachel werden geboren in het St Mary's Hospital in het Londense Paddington, toen zijn ouders daar werkten. Enkele jaren later verhuisde het gezin naar Los Angeles. In 1970 scheidden zijn ouders. In 1975 verhuisde Sutherland met zijn moeder naar Toronto in Canada, om daar naar de middelbare school te gaan. In 1983 speelde hij voor het eerst in een film.
Zijn grootvader van moederszijde is Schots.
Sutherland had kort een relatie met Julia Roberts. In 1991 eindigde hun relatie echter, vijf dagen voordat zij wilden trouwen. Hij was daarvoor getrouwd geweest met Camelia Kath. Uit dit huwelijk werd een dochter geboren, Sarah Jude. Op 29 juni 1996 trouwde Sutherland met Kelly Winn. In 2006 scheidden ze weer van elkaar.
In 2001 onderbrak Sutherland de filmopnamen voor de internetsoap The Lonely Island. In het programma werd een oude vrouw overvallen. Sutherland dacht dat het echt was en kwam in actie. Na de aftiteling van het programma is dit te zien.
Sutherland stond in april 2006 op de cover van het tijdschrift Rolling Stone. In het tijdschrift stond een interview met hem. Hij zei onder andere dat hij 10 maanden per jaar werkt aan de televisieserie 24.
Sutherland wordt ook regelmatig gevraagd als stemacteur voor films en reclames. Hij sprak onder andere reclames van Apple en Ford in. Dat laatste bedrijf sponsort ook 24.
Tijdens de uitreiking van de Emmy Awards in 2006 verscheen Sutherland als zijn 24 personage Jack Bauer.
Op 9 december 2008 kreeg Sutherland een ster op de Hollywood Walk of Fame.

## Films
Sutherland maakte zijn debuut in 1983 in de film Max Dugan Returns, daarna in 1986 in Stand by Me, waar hij in de cast zat samen met onder meer Corey Feldman, River Phoenix en Wil Wheaton. Hij brak door met zijn hoofdrol in The Lost Boys (1987); hierin speelde hij weer samen met Corey Feldman en vele anderen. Hij had een bijrol in A Few Good Men (1992), naast Tom Cruise en Jack Nicholson. In de jaren 90 was hij ook rodeorijder, en won diverse rodeo's in Phoenix en Albuquerque. Daarnaast speelt Sutherland ijshockey.
Sinds 2001 speelt hij de geheim-agent Jack Bauer in de televisieserie 24. In 2002 won hij een Golden Globe voor zijn rol als Jack Bauer en in 2006 won hij voor die rol twee Emmy Awards. In de jaren ervoor werd hij ook al genomineerd voor een Emmy Award.

## Trivia
- Kiefer Sutherlands vader Donald Sutherland won ook een Emmy Award. Dit naar aanleiding van zijn rol in de film Citizen X in 1996.
- Sutherland speelde in meer dan 50 films, en regisseerde er drie.
- Kiefer Sutherland heeft in 2008 de ´´Marine Raiders´´ van het spel Call of Duty World at War ingesproken.
- Kiefer Sutherland deed in 2014 en 2015 de stem van Big Boss uit Metal Gear Solid Ground Zeroes, Metal Gear Solid The Phantom Pain en Metal Gear Online
- Kiefer speelt niet onverdienstelijk gitaar. Gitaargigant Gibson bracht in 2007 de Gibson KS-336 uit, een signaturemodel van de Gibson CS-336 semi-hollow body elektrische gitaar.

## Discografie

### Albums
| Album met eventuele hitnotering(en) in de Nederlandse Album Top 100 | Datum van verschijnen | Datum van binnenkomst | Hoogste positie | Aantal weken | Opmerkingen |
| ------------------------------------------------------------------- | --------------------- | --------------------- | --------------- | ------------ | ----------- |
| Down In A Hole                                                      | 19-08-2016            |                       |                 |              |             |
| Reckless & Me                                                       | 26-04-2019            |                       |                 |              |             |
| Bloor Street                                                        | 21-01-2022            |                       |                 |              |             |

### Singles
| Single met eventuele hitnotering(en) in de Nederlandse Top 40 | Datum van verschijnen | Datum van binnenkomst | Hoogste positie | Aantal weken | Opmerkingen |
| ------------------------------------------------------------- | --------------------- | --------------------- | --------------- | ------------ | ----------- |
| Not Enough Whiskey                                            | 28-03-2016            |                       |                 |              |             |
| Can't Stay Away                                               | 27-07-2016            |                       |                 |              |             |
| Open Road                                                     | 21-12-2018            |                       |                 |              |             |
| This Is How It’s Done                                         | 08-03-2019            |                       |                 |              |             |
| Something You Love                                            | 15-03-2019            |                       |                 |              |             |
| Faded Pair of Jeans                                           | 05-04-2019            |                       |                 |              |             |